# Kingdom Hearts Coded
A Kingdom Hearts coded (キングダムハーツ　コーデッド; Hepburn: Kingudamu Hātsu kōdeddo, ’ magyaros átírással: Kingadamu Hadzu kodedo’) egy a Square Enix által fejlesztett és kiadott mobiltelefonos logikai játék. A Kingdom Hearts II után játszódik. A történet egy a Jiminy Cricket naplójába írt üzenet körül forog. A játékot a 2007-es Tokyo Game Shown jelentették be. Jelenleg csak Japánban adták ki, de a Square Enix ki akarja adni más területeken is. A játékból jelenleg öt epizódot adtak ki. Az elsőt 2008. június 3-án, a másodikat 2009. július 8-án és a harmadikat 2009. augusztus 5-én, a negyediket 2009. szeptember 17-én, az ötödiket 2009. október 15-én adták ki.

## Történet
A coded a Kingdom Hearts II után játszódik. Jiminy Cricket a naplóját rendezi, majd egy olyan bejegyzést talál benne amit nem ő írt: „Vissza kell térnünk, hogy megszabadítsuk szenvedéseiktől”. King Mickey bedigitalizálja a napló tartalmát és elkezdik a nyomozást a virtuális világban, ezzel felébresztve a virtuális Sorát a Destiny Islandsen. A virtuális Sora azonban „bugokba” botlik. Az első epizód „Destiny Islands”-en, a második „Traverse Town”-ban míg a harmadik „Wonderland”-en játszódik.

### Szereplők
Mint a többi Kingdom Hearts játékba is, úgy a coded-ban is több Disney szereplő is feltűnik (Mickey egér, Pluto, Jiminy Cricket, Donald kacsa, Goofy). A virtuális Sora az első játékban látható Sora mása. A Jiminy naplójában lévő üzenet szereplőik még nem derültek ki. Több ellenfél van a játékban a Kingdom Hearts 358/2 Days játékból.

## Játékmenet
A coded egy logikai játék, de vannak benne akció részek is. Ezek az előző játékok játékmenetéhez hasonló. A coded-ben ezeken kívül vannak még minijátékok és platform elemek is. A játékban a hátterek 3D-sek, de a karakterek 2D-sek. A játék előzetesében Sora látható egy labirintusban lebegő piros és fekete blokkokkal (ezek a „bugok”). A harcokban van egy „debugging” mód amivel el lehet ezeket távolítani és lehet támadni a többi ellenfelet.

## Fejlesztés
A coded-et Tecuja Nomura és Hadzsime Tabata rendezte. Ez a Square Enix és a Disney Internet Group első közös játéka. A Kingdom Hearts Birth by Sleep-el és a Kingdom Hearts 358/2 Days-el együtt jelentették be 2007. szeptember 20-án a Tokyo Game Shown. 2007 decemberében a Jump Festán és 2008 augusztusában a DKΣ3713-n új előzeteseket mutattak a játékról. 2008 októberében a Tokyo Game Shown és 2008 decemberében a Jump Festán már kint volt a játék demója. Az első előzetesek a coded játékmenetéről szóltak, a későbbiek pedig a játék történetéről.
2007. közepén Nomura azt mondta, hogy akar készíteni a Kingdom Hearts-nek egy mellékágat mobiltelefonokra ami teljesen el fog térni az előző játékaitól. Tabata azt mondta, hogy „az eredeti tervek szörnyűek voltak, de mégis érdekesek”. A játék azért lett 3D-s és 2D-s is, hogy a gyengébb mobiltelefonokon is menjen.
A coded előre fel volt telepítve a Docomo P–01A mobiltelefonjára. 2009. második felében egy mobiltelefonos portált akarnak elindítani ahol avatarokat lehet létrehozni és minijátékokkal lehet játszani.

## Kritikák
Jeremy Parish a 1UP egyik kritikusa dicsérte a játék grafikáját. Azt írta, hogy a játék grafikáját a PlayStation Portable játékokéhoz lehetne hasonlítani. Egy másik 1UP-os Vernon Hastings az online portált dicsérte.

## Fordítás
- Ez a szócikk részben vagy egészben a Kingdom Hearts coded című angol Wikipédia-szócikk fordításán alapul.  Az eredeti cikk szerkesztőit annak laptörténete sorolja fel. Ez a jelzés csupán a megfogalmazás eredetét és a szerzői jogokat jelzi, nem szolgál a cikkben szereplő információk forrásmegjelöléseként.